# Đuro Blažeka
Đuro Blažeka (Perlak, 1968. április 8.) horvát nyelvész, lexikográfus, tanár, filológus, a kaj nyelvjárás szakértője.

## Élete
A Muraközben született. A Perlak melletti Csehlakán nőtt fel Aleksa Blažeka és Emilija Sinko gyermekeként. A családnak rajta kívül még egy fia van Vladimir. Általános iskolai tanulmányait Perlakon végezte. Középiskolai tanulmányait a közeli Varasdon folytatta jogi szakirányon, majd beiratkozott a zágrábi egyetemre, a bölcsészettudományi karra, ahol 1992-ben diplomázott horvát nyelvből és délszláv filológiából. Már egyetemi évei alatt aktívan együttműködött a horvát tanszékkel. A diploma után folytatta tanulmányait a kroatisztikán és 1998-ban sikeresen megvédte mesterfokú diplomamunkáját, amely a perlaki kaj nyelvjárásról szólt. Doktori disszertációját 2004-ben állította össze a muraközi nyelvjárásról.
1992-től 1999-ig a zágrábi középiskolákban tanított horvát nyelvet. 1998-tól a csáktornyai tanárképző előadója lett. 2006-tól 2008-ig főiskolai dékán volt Zágrábban, majd azt követően segéddékán.
Jelenleg Zágrábban él, mint négy gyermekes családapa. Felesége Danijela Bandić hercegovinai születésű horvát mérnökasszony.

## Munkája
Tevékenysége kiterjed a dialektológia mellett a horvát nyelv sztenderdizációs munkáira is, amelynek révén az irodalmi nyelv bővítését célozzák nyelvjárási elemekkel a kaj-horvát nyelvből. Több tanulmányt és könyvet, valamint cikkeket közölt a kaj nyelvjárásokról. Elsősorban a muraközi és drávamenti nyelvjárás dokumentációját végzi, illetve nyújt hozzá segítséget. Hozzájárult a keleti kaj nyelvjárások néhány szótárának összeállításához is. 2008-ban a Matica hrvatska alapítvány ezüstplakettel jutalmazta Međimurski diajekt (Muraközi nyelvjárás) c. kiadványáért. A kaj-horvát dialektológiát számos területen, így a médiában is népszerűsíti.
2018 végén mentorálása mellett került sor Zágrábban Antoine de Saint-Exupéry A kis herceg c. világirodalmi klasszikusa első kaj-horvát nyelven szóló fordításának megjelentetésére.